# Старая Русса (городское поселение)
Город Старая Русса — муниципальное образование со статусом городского поселения в Старорусском муниципальном районе Новгородской области России. Расположено на территории Старорусского поселения как административно-территориальной единицы области.
Административный центр — город Старая Русса.

## География
Территория муниципального образования расположена на юго-западе центральной части Новгородской области.

## История
Старорусское поселение было образовано в соответствии с законом Новгородской области от 11 ноября 2005 года № 559-ОЗ. Соответствующее муниципальное образование также сперва имело наименование Старорусское городское поселение, но позднее оно было изменено на муниципальное образование (городское поселение) город Старая Русса.

## Население
| 2010    | 2012    | 2013    | 2014    | 2015    | 2016    | 2017    |
| ------- | ------- | ------- | ------- | ------- | ------- | ------- |
| 32 916  | ↘32 014 | ↘31 536 | ↘31 129 | ↘30 840 | ↘30 577 | ↘30 081 |
| 2018    | 2019    | 2020    | 2021    |         |         |         |
| ↘29 534 | ↘29 071 | ↘28 758 | ↘28 374 |         |         |         |

## Состав поселения
В состав поселения входят 3 населённых пункта:
| № | Населённый пункт | Тип населённого пункта        | Население |
| - | ---------------- | ----------------------------- | --------- |
| 1 | Дубовицы         | деревня                       | 1107      |
| 2 | Рощино           | деревня                       | 0         |
| 3 | Старая Русса     | город, административный центр | ↘27 487   |